# Ферроваріу ді Мапуту
Клубе Ферроваріу де Мапуту або просто Ферроваріу де Мапуту (порт. Clube Ferroviário de Maputo) — професіональний мозамбіцький футбольний клуб з міста Мапуту.

## Історія клубу
Клуб був заснований в 1924 році як «Клубе Ферровіаріу де Лоренсу Маркіш» і після проголошення незалежності Мозамбіку в 1976 році отримав свою нинішню назву.
У 1922—1961 роках клуб брав участь у чемпіонаті міста Лоренсо Маркеш, в 1931—1958 роках виграв 14 титулів та був найуспішнішою командою міста.
У 1956 році, коли був вперше проведений національний чемпіонат в колишній португальській колонії, «Ферровіаріу» виграв свій перший титул. До здобуття незалежності Мозамбіком в 1975 році клуб виграв ще сім чемпіонатів. Після здобуття незалежності країною і до 1982 року клуб не перемагав у національному чемпіонаті. Станом на 2009 рік «Ферровіаріу» здобув ще дев'ять титулів чемпіону країни та разом з клубом «Кошта да Сул» відноситься до грандів сучасного футболу Мозамбіку.
На міжнародній арені клуб вперше змусив говорити про себе в 1992 році, коли столичний клуб пробився до півфіналу Кубку КАФ і тільки там в серії післяматчевих пенальті зазнав поразки від представника Уганди «Накірубу Вілла СК Кампале». В 1997 році «Ферровіаріу» став тоді першим клубом з Мозамбіку, який зміг кваліфікуватися до групового етапу африканської Ліги чемпіонів.

## Досягнення
- Чемпіонат міста Лоуренсу Маркіш з футболу:
  -  Чемпіон (14): 1931, 1932, 1934, 1935, 1936, 1939, 1942, 1947, 1949, 1950, 1951, 1954, 1955, 1958

- Чемпіонат Мозамбіку з футболу:
  -  Чемпіон (18): 1956, 1961, 1963, 1966, 1967, 1968, 1970, 1972, 1982, 1989, 1996, 1997, 1999, 2002, 2005, 2008, 2009, 2015
  -  Срібний призер (6): 1991, 1992, 1995, 1999/00, 2000/01, 2006
  -  Бронзовий призер (2): 2004, 2010

- Кубок Мозамбіку з футболу:
  -  Володар (6): 1982, 1989, 1996, 2004, 2009, 2011;
  -  Фіналіст (4): 1982, 1994, 1998, 2003.

- Суперкубок Мозамбіку з футболу:
  -  Володар (6): 1997, 2005, 2006, 2009, 2010, 2012;
  -  Фіналіст (2): 2000, 2003.

## Статистика виступів

### В національних чемпіонатах
| 2000 | 2001 | 2002 | 2003 | 2004 | 2005 | 2006 | 2007 | 2008 | 2009 | 2010 | 2011 | 2012 | 2013 | 2014 | 2015 | 2016 | 2017 | 2018 | 2019 |
| 2    | 2    | 1    | 5    | 3    | 1    | 2    | 7    | 1    | 1    | 3    | 5    | 3    |      |      |      |      |      |      |      |

### Міжнародні виступи
| Сезон | Турнір                 | Раунд         | Клуб                     | Вдома | На виїзді | Загальний      |
| ----- | ---------------------- | ------------- | ------------------------ | ----- | --------- | -------------- |
| 1983  | Ліга чемпіонів КАФ     | 1             | Матлама                  | 3-1   | 2-1       | 5-2            |
| 1983  | Ліга чемпіонів КАФ     | 2             | СК «Вілла»               | 1-2   | 0-3       | 1-5            |
| 1990  | Ліга чемпіонів КАФ     | 1             | Арсенал (Масеру)         | 1-0   | 0-2       | 1-2            |
| 1992  | Кубок КАФ              | 1             | ФК «Лінаре»              | 2-2   | 0-1       | 2-3            |
| 1993  | Кубок КАФ              | 1             | СК «Сімба»               | 1-1   | 0-0       | 1-1 (в)        |
| 1994  | Кубок КАФ              | 1             | Габороне Юнайтед         | 2-0   | 0-1       | 2-1            |
| 1994  | Кубок КАФ              | 2             | СК «Сен-Деніс»           | 2-2   | 0-1       | 2-3            |
| 1995  | Кубок КАФ              | 1             | Танзанія Прізонс         | т.п.1 | т.п.1     | т.п.1          |
| 1995  | Кубок КАФ              | 2             | ФК «Замсуре»             | 1-0   | 1-1       | 2-1            |
| 1995  | Кубок КАФ              | 1/4 фіналу    | Етуаль дю Сахель         | 0-3   | 0-3       | 0-6            |
| 1996  | Кубок КАФ              | 1             | «Мебрат Хейл»            | 2-0   | 0-0       | 2-0            |
| 1996  | Кубок КАФ              | 2             | МК «Оран»                | 2-0   | 1-4       | 3-4            |
| 1997  | Ліга чемпіонів КАФ     | 1             | ФК «БФВ»                 | 4-0   | 1-0       | 5-0            |
| 1997  | Ліга чемпіонів КАФ     | 2             | «Уніспорт де Бафанг»     | 4-1   | 0-1       | 4-2            |
| 1997  | Ліга чемпіонів КАФ     | Груповий етап | Замалек                  | 2-0   | 1-2       | 4-те місце     |
| 1997  | Ліга чемпіонів КАФ     | Груповий етап | «Голдфілдз»              | 2-1   | 0-4       | 4-те місце     |
| 1997  | Ліга чемпіонів КАФ     | Груповий етап | Клуб Африкен             | 0-0   | 0-1       | 4-те місце     |
| 1998  | Ліга чемпіонів КАФ     | 1             | «Санрайз Флег Юнайтед»   | 0-0   | 4-0       | 4-0            |
| 1998  | Ліга чемпіонів КАФ     | 2             | Дайнамоз                 | 0-1   | 1-1       | 1-2            |
| 2000  | Ліга чемпіонів КАФ     | Попередній    | ФК «Прізонс»             | 1-0   | 2-3       | 3-3 (в)        |
| 2000  | Ліга чемпіонів КАФ     | 1             | «Аль-Хіяль Омдурман»     | 1-1   | 1-1       | 2-2 (5-3 пен)  |
| 2000  | Ліга чемпіонів КАФ     | 2             | «Африка Спортс Нашіонал» | 1-2   | 0-5       | 1-7            |
| 2001  | Кубок КАФ              | 1             | ФК «Жірама Антсірабе»    | 3-2   | 3-0       | 6-2            |
| 2001  | Кубок КАФ              | 2             | Грін Мамба               | 2-0   | 2-0       | 4-0            |
| 2001  | Кубок КАФ              | 1/4 фіналу    | «Котонспорт Гаруа»       | 2-2   | 0-1       | 2-3            |
| 2002  | Кубок КАФ              | 1             | ФК «Мтібва Шугар»        | 1-1   | 0-0       | 1-1 (в)        |
| 2003  | Ліга чемпіонів КАФ     | 1             | АС «Порт-Льюіс 2000»     | 2-0   | 0-2       | 2-2 (4-5 пен.) |
| 2005  | Кубок конфедерації КАФ | Попередній    | ФК «Хванге»              | т.п.2 | т.п.2     | т.п.2          |
| 2005  | Кубок конфедерації КАФ | 1             | Ісмайлі                  | 0-1   | 0-2       | 0-3            |
| 2006  | Ліга чемпіонів КАФ     | Попередній    | ФК «Ла Пасс»             | 2-0   | 0-0       | 2-0            |
| 2006  | Ліга чемпіонів КАФ     | 1             | Асанте Котоко            | 0-0   | 1-2       | 1-2            |
| 2009  | Ліга чемпіонів КАФ     | Попередній    | ФК «KCCA»                | 2-1   | 0-2       | 2-3            |
| 2012  | Кубок Конфедерації КАФ | Попередній    | ФК «Гор Махіа»           | 3-0   | 1-0       | 4-0            |
| 2012  | Кубок Конфедерації КАФ | 1             | Аль-Ахлі Шенді           | 0-1   | 0-2       | 0-3            |
| 2016  | Ліга чемпіонів КАФ     | Попередній    | Сентр Чіфс               | т.п.3 | т.п.3     | т.п.3          |
| 2016  | Ліга чемпіонів КАФ     | 1             | Віта (Кіншаса)           | 1-1   | 0-1       | 1-2            |

1- «Прісонс XI» покинув турнір.

2- ФК «Хванге» не брав участі в турнірі у зв'язку з проблемами клубу з Федерацією Зімбабве.

3- Сентр Чіфс покинув турнір.

## Відомі гравці
- Даніту Кута (1998)
- Жоакім Жоау (1982)
- Жожо (1992)
- Луїш Раррукуе (1997)
- Мабжая (1990)
- Пауліту
- Пінту Барруш
- Сімау Мате Жуніур (2003–07)
- Тчака-Тчака
- Томаш Інгуане
- Альберту да Кошта Перейра